# Loire-les-Marais
Loire-les-Marais è un comune francese di 349 abitanti situato nel dipartimento della Charente Marittima nella regione della Nuova Aquitania.

## Società

### Evoluzione demografica
Abitanti censiti